# ヘルムブレヒツ
ヘルムブレヒツ (ドイツ語: Helmbrechts, ドイツ語発音: [ˈhɛlmbrɛçt‿s]) は、ドイツ連邦共和国バイエルン州オーバーフランケン行政管区のホーフ郡に属する市。アウトバーンA9に近く、クルムバッハとホーフ市とのほぼ中間に位置する。フランケンヴァルトの入り口の門と評される。

## 歴史

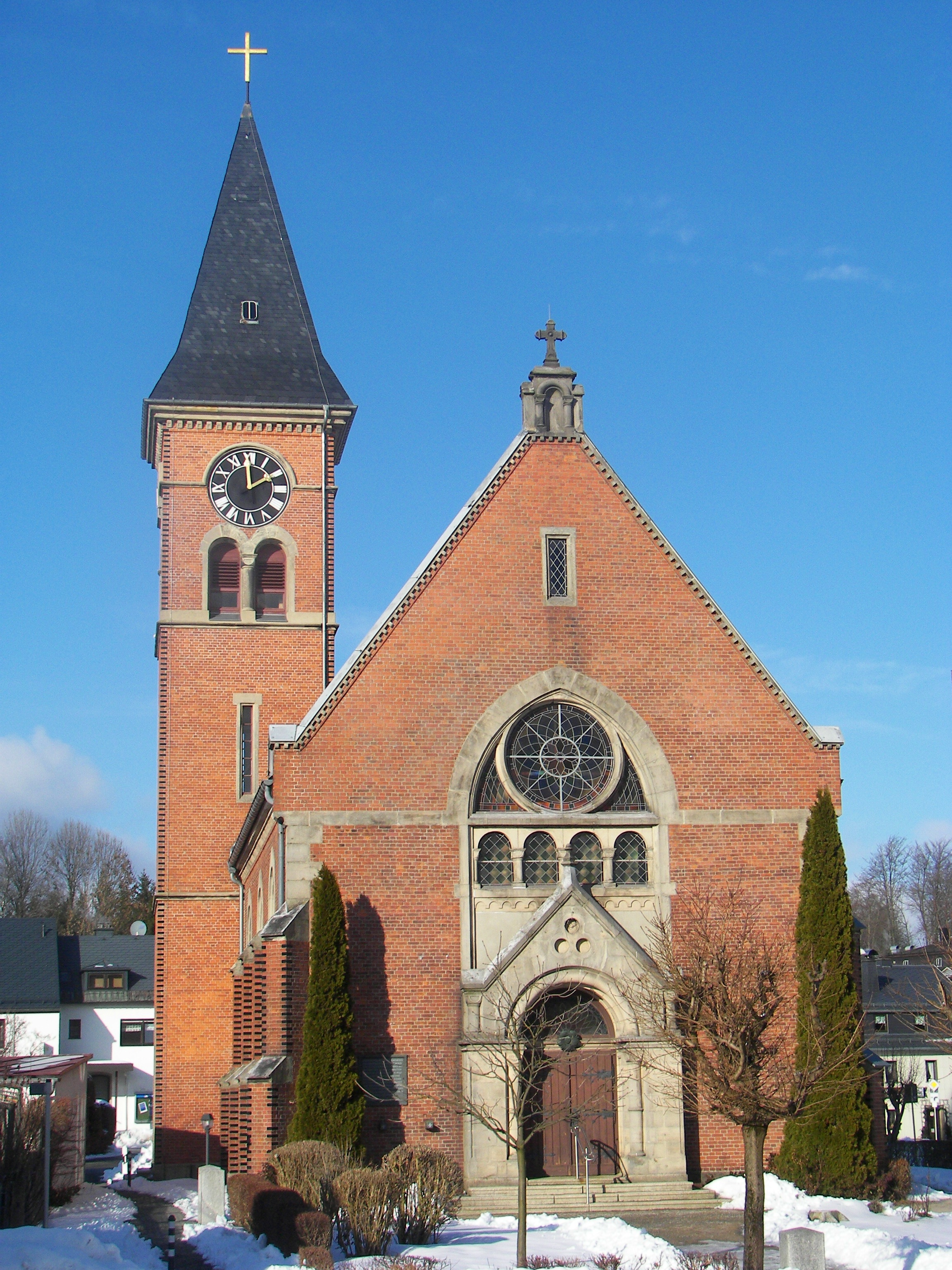
ヴュステンゼルビッツ区のマルティン・ルター教会

ヘルムブレヒツが初めて文献に記録されたのは1232年。この時、東フランケン地方のラーデンツガウ伯爵が入植させたのは、Dietericus de Helmbrechtesという騎士であった。1422年にヘルムブレヒツはニュルンベルク城伯フリードリヒ5世から都市権を与えられた。1810年にこの街は、バイエルン王国の所属となった。それまで、1806年から1810年はナポレオンの統治下に置かれ、さらにそれ以前は長年プロイセン王国領であった。
1972年の市町村再編で多くの市町村が合併した。その結果、ヘルムブレヒツは、ミュンヒベルク、レーハウに次いでホーフ郡で3番目に大きな市となっている。

### ヘルムブレヒツ外国人強制収容所
ヘルムブレヒツ外国人強制収容所は1944年8月に女性囚人のための木製バラックの施設から運用が開始された。後には、1,000人近い囚人が繊維会社のホールにまで詰め込まれ、ケーブル製造や金属加工の強制労働に従事させられた。1945年4月13日撤収時の行進では1,175人の囚人がおり、ハイデから、マイアーホーフ、アホルンベルクを経由してシュヴァルツェンバッハ・アン・デア・ザーレまで、さらにはフランツェンスバート、マリエンバート、プラン、タウスを経由してボヘミアのヴァレルン（現チェコ領 Volary）まで行進した。200人以上の女性が疲労消耗して、あるいは殺害されて、亡くなった。

### 自治体の構成
本市は、公式には40の地区 (Ort) からなる。このうち孤立農場などを除く集落を以下に列記する。
| - アルムブランツ - バイアースグリュン - ベーレンブルン - ブルカースロイト - ドレッシャースロイト - エードレンドルフ - エンヒェンロイト | - ゲスメス - ヘルムブレヒツ - クラインシュヴァルツェンバッハ - コラーハンマー - レーステン - オーバーヴァイセンバッハ - オクゼンブルン | - オルト - オッテングリュン - シュテーヒェラ - ズッテンバッハ - タウバルツ - ウンターヴァイセンバッハ - ヴュステンゼルビッツ |

## 行政

### 紋章
ヘルムブレヒツの紋章の図柄：左側は銀と黒で四分割された市松模様。右側は銀地に金の爪と嘴を持つ赤い鷲。

## 文化と見所

### 博物館
- オーバーフランケン繊維業博物館

## 経済と社会資本
ヘルムブレヒツは繊維産業、プラスチック加工産業の中心地である。この地の繊維産業は長い伝統を誇っている。中世にはすでにここで亜麻製あるいはフスティアン織りの織物が製造されていった。これはやせた土地柄のため十分な農作物が収穫できないため、農民達が副収入を得るために始めたものである。こうしたことから、ヘルムブレヒツはしばしば『世界の洋服ダンス』と呼ばれる。

### 地元企業
多くのヘルムブレヒツの地元企業の中でも主なものは以下の通り:
- STEWO Kunststoffverarbeitung GmbH & Co. KG. （プラスチック加工業）
- TFH Textilausrüstungs GmbH （繊維産業）
- TGE GmbH （縫い糸の製造・販売）
- Theodolf Fritsche GmbH （機械製造）
- V. Fraas AG & Co. （布とニット）
- RAUMEDIC AG （医薬品）
- Wilhelm ZULEEG GmbH （ウール製品）
- Thermoquell-Börner GmbH （工業機械）
- Kunststoff Helmbrechts AG （プラスチック加工）
- J.G. Knopfs Sohn GmbH & Co. KG, Färberei （染色）

### 公営施設

#### レクリエーション施設とスポーツ施設
人口波設備のある屋内プールと監視員のいる屋外プールの近くに小さな特別飛行場 (SFZ Ottengrüner Heide) とFunParkがある。夏期のたくさんの標識がある遊歩道や自転車道には、ホーフやクルムバッハ近郊から保養を目的に多くの人が訪れる。

## 人物

### 出身者
- オットー・クノップ (1926 - 2005)、詩人、作家

## 引用
1. ↑  https://www.statistikdaten.bayern.de/genesis/online?operation=result&code=12411-003r&leerzeilen=false&language=de Genesis-Online-Datenbank des Bayerischen Landesamtes für Statistik Tabelle 12411-003r Fortschreibung des Bevölkerungsstandes: Gemeinden, Stichtag (Einwohnerzahlen auf Grundlage des Zensus 2011)
2. ↑  Max Mangold, ed (2005). Duden, Aussprachewörterbuch (6 ed.). Dudenverl. p. 395. ISBN 978-3-411-04066-7
3. ↑  Bayerische Landesbibliothek Online